# Microserica dohertyi
Microserica dohertyi är en skalbaggsart som beskrevs av Ahrens och Fabrizi 2009. Microserica dohertyi ingår i släktet Microserica och familjen Melolonthidae. Inga underarter finns listade i Catalogue of Life.